# Sphelodon phoxopteridis
Sphelodon phoxopteridis is een insect dat behoort tot de orde vliesvleugeligen (Hymenoptera) en de familie van de gewone sluipwespen (Ichneumonidae). De wetenschappelijke naam van de soort werd voor het eerst geldig gepubliceerd door Weed in 1888 als Glypta phoxopteridis.